# Echo (mitologia)
Echo (gr. Ἠχώ Ēchṓ, łac. Echo, ‘echo’, ‘odgłos’, ‘dźwięk’) – w mitologii greckiej jedna z oread; uosobienie echa.
Uchodziła za córkę Eteru i Gai. Według Owidiusza [Met. III 356-401] Echo długimi opowiadaniami przeszkadzała zazdrosnej Herze w śledzeniu miłostek Zeusa. Gdy bogini odkryła podstęp, ukarała nimfę utratą własnego głosu. Odtąd Echo nie mogąc powiedzieć nic z własnej woli musiała stale powtarzać cudze okrzyki.
Pozbawiona głosu nimfa zakochała się w pięknym Narcyzie, w którym kochało się wielu, ale który odrzucał wszystkie te zaloty. Echo spotkała go, kiedy polował. Potrafiła wyznać mu miłość przez same powtarzanie jego słów, on jednak ją odrzucił. Zrozpaczona nimfa spędziła resztę życia w osamotnionych wąwozach, powoli ginąc z miłości, tak, że pozostał z niej tylko sam powtarzający cudze słowa głos.
Echo raz jeszcze spotkała Narcyza po tym, gdy Afrodyta ukarała go za zabójstwo zakochanego w nim Amejniosa. Kara polegała na tym, że Narcyz ujrzał swoje odbicie w wodzie i pokochał je. Nie mogąc jednak spełnić miłości, wpadł w rozpacz. Choć Echo nie przebaczyła mu, smuciła się razem z nim, a kiedy z rozpaczy popełnił samobójstwo, powtarzała jego ostatnie słowa: "Żegnaj, młodzieńcze, na próżno ukochany".
Miał u niej powodzenie bóg lasów, myśliwych i pasterzy, Pan. Nie wiedział o niej, ponieważ straciła już ciało, aczkolwiek mitologia wspomina, iż posiadali córkę Iambe.
Pauzaniasz [II 35.10, 21.17] podaje informację, że w Grecji istniały portyki nazywane "portykami Echo", ze względu na echo, które się w nich rozlegało. W Hermione znajdowała się stoa, w którym dało się słyszeć trzykrotne echo, a w Olimpii stoa z siedmiokrotnym echem.